# Riley Amos
Ne doit pas être confondu avec Bjorn Riley.
Riley Amos, né le 2 mars 2002 à Durango dans le Colorado, est un coureur cycliste américain, spécialiste du VTT cross-country.

## Palmarès en VTT

### Jeux olympiques
- Paris 2024
  - 7e du cross-country

### Championnats du monde
- 2019
  -  Médaillé d'argent du relais mixte (avec Christopher Blevins, Haley Batten, Kate Courtney, Keegan Swenson)
- 2021
  -  Médaillé d'argent du relais mixte (avec Christopher Blevins, Brayden Johnson, Savilia Blunk, Ruth Holcomb, Kate Courtney)
- 2022
  -  Médaillé d'argent du relais mixte (avec Christopher Blevins, Cayden Parker, Madigan Munro, Bailey Cioppa, Haley Batten)
- 2023
  - 4e du cross-country espoirs
- 2024
  -  Champion du monde du cross-country short track espoirs

### Coupe du monde
- Coupe du monde de cross-country espoirs
  - 2021 : 6e du classement général, vainqueur d'une manche
  - 2022 : 16e du classement général
  - 2023 : 2e du classement général, vainqueur de 2 manches
  - 2024 : 1er du classement général, vainqueur de 5 manches

- Coupe du monde de cross-country short track espoirs
  - 2023 : 3e du classement général, vainqueur d'une manche
  - 2024 : 1er du classement général, vainqueur de 4 manches

### Championnats panaméricains
- Aguascalientes 2019
  -  Médaillé d'argent du cross-country juniors
  -  Médaillé d'argent du relais mixte
- Midway 2024
  -  Champion panaméricain de cross-country short track
  -  Champion panaméricain de cross-country espoirs
  -  Champion panaméricain du relais mixte

### Championnats nationaux
- 2019
  -  Champion des États-Unis de cross-country juniors